# Elizabeth Chai Vasarhelyi
Elizabeth Chai Vasarhelyi (ur. 1977 lub 1978 w Nowym Jorku) – amerykańska reżyserka i producentka filmowa. Autorka wielokrotnie nagradzanych filmów dokumentalnych.

## Życiorys
Dorastała w Nowym Jorku. Ukończyła The Brearley School.

## Życie prywatne
Vasarhelyi poślubiła Jimmy’ego China, fotografa National Geographic oraz profesjonalnego narciarza i wspinacza 1 czerwca 2013.  Ich córka, Marina, urodziła się 25 września 2013, a ich syn, James, urodził się 7 grudnia 2015. Vasarhelyi mieszka w Nowym Jorku z rodziną. Jimmy’ego poznała na konferencji w 2012.

## Filmografia
| Rok  | Film                                | Komentarz                                           | Źródło |
| ---- | ----------------------------------- | --------------------------------------------------- | ------ |
| 2003 | A Normal Life                       |                                                     |        |
| 2008 | Youssou N'Dour: I Bring What I Love |                                                     |        |
| 2013 | Touba                               |                                                     |        |
| 2015 | Incorruptible                       |                                                     |        |
| 2015 | Meru                                |                                                     | [ 3 ]  |
| 2017 | Abstract: The Art of Design         | dokumentalny serial telewizyjny                     | [ 4 ]  |
| 2018 | Free Solo: ekstremalna wspinaczka   | Oscar za najlepszy pełnometrażowy film dokumentalny | [ 5 ]  |
| 2018 | Enhanced                            | dokumentalny serial telewizyjny                     | [ 4 ]  |

## Nagrody i nominacje
| Rok  | Nagroda/Festiwal                        | Kategoria                                                         | Film                                | Rezultat   | Źródło |
| ---- | --------------------------------------- | ----------------------------------------------------------------- | ----------------------------------- | ---------- | ------ |
| 2003 | Tribeca Film Festival Best              | Documentary Feature                                               | A Normal Life                       | Wygrana    |        |
| 2008 | Middle East International Film Festival | Special Jury Prize                                                | Youssou N'Dour: I Bring What I Love | Wygrana    |        |
| 2008 | International Documentary Association   | Pare Lorentz Award                                                | Youssou N'Dour: I Bring What I Love | Nominacja  |        |
| 2008 | Bahamas International Film Festival     | Spirit of Freedom Award                                           | Youssou N'Dour: I Bring What I Love | Wygrana    |        |
| 2008 | Bahamas International Film Festival     | Audience Award                                                    | Youssou N'Dour: I Bring What I Love | Wygrana    |        |
| 2008 | DC International Film Festival          | Audience Award                                                    | Youssou N'Dour: I Bring What I Love | Wygrana    |        |
| 2008 | São Paulo International Film Festival   | Audience Award                                                    | Youssou N'Dour: I Bring What I Love | Wygrana    |        |
| 2008 | Nashville Film Festival                 | Music of Impact Award                                             | Youssou N'Dour: I Bring What I Love | Wygrana    |        |
| 2008 | Toronto International Film Festival     | Special Presentation                                              | Youssou N'Dour: I Bring What I Love | Wygrana    |        |
| 2013 | South by Southwest                      | Special Jury Prize for Best Cinematography                        | Touba                               | Wygrana    |        |
| 2015 | Independent Spirit                      | Truer Than Fiction Award                                          | Incorruptible                       | Wygrana    |        |
| 2015 | Woodstock Film Festival                 | Maverick Award for Best Feature Documentary                       | Incorruptible                       | Wygrana    |        |
| 2015 | One World Film Festival                 | Václav Havel Jury Award                                           | Incorruptible                       | Wygrana    |        |
| 2015 | Oscar                                   | Najlepszy film dokumentalny                                       | Meru                                | Shortlista | [ 3 ]  |
| 2015 | Sundance Film Festival                  | Nagroda Publiczności                                              | Meru                                | Wygrana    |        |
| 2015 | Independent Spirit                      | Najlepszy film dokumentalny                                       | Meru                                | Nominacja  |        |
| 2015 | Directors Guild of America Award        | Najlepszy reżyser filmu dokumentalnego                            | Meru                                | Nominacja  |        |
| 2015 | Producers Guild of America Award        | Outstanding Producer of Documentary Theatrical Motion Pictures    | Meru                                | Nominacja  |        |
| 2015 | Cinema Eye Honors                       | Nagroda Publiczności                                              | Meru                                | Wygrana    |        |
| 2015 | Cinema Eye Honors                       | Outstanding Achievement in Cinematography                         | Meru                                | Wygrana    |        |
| 2015 | Cinema Eye Honors                       | Outstanding Achievement in Production                             | Meru                                | Nominacja  |        |
| 2015 | Cinema Eye Honors                       | Outstanding Achievement in Original                               | Meru                                | Nominacja  |        |
| 2015 | The New York Times                      | Critics’ Pick                                                     | Meru                                |            |        |
| 2018 | Toronto International Film Fest         | Nagroda publiczności dla filmu dokumentalnego                     | Free Solo: ekstremalna wspinaczka   | Wygrana    | [ 6 ]  |
| 2018 | Mill Valley Film Festival               | Valley of the Docs People’s Choice                                | Free Solo: ekstremalna wspinaczka   | Wygrana    | [ 7 ]  |
| 2018 | Virginia Film Festival                  | Nagroda publiczności dla filmu dokumentalnego                     | Free Solo: ekstremalna wspinaczka   | Wygrana    | [ 7 ]  |
| 2018 | Critics Choice Award                    | Best Sports Documentary                                           | Free Solo: ekstremalna wspinaczka   | Wygrana    | [ 8 ]  |
| 2018 | Critics Choice Award                    | Najlepszy film dokumentalny                                       | Free Solo: ekstremalna wspinaczka   | Nominacja  | [ 8 ]  |
| 2019 | Nagroda BAFTA                           | Najlepszy film dokumentalny                                       | Free Solo: ekstremalna wspinaczka   | Wygrana    |        |
| 2019 | Oscar                                   | Najlepszy pełnometrażowy film dokumentalny                        | Free Solo: ekstremalna wspinaczka   | Wygrana    |        |
| 2019 | Primetime Emmy Award                    | Najlepsza reżyseria filmu dokumentalnego lub programu non-fiction | Free Solo: ekstremalna wspinaczka   | Wygrana    | [ 9 ]  |